# Аланский поход на Дербент
Аланский поход на Дербент — сражение аланов и русов с объединёнными силами мусульман. Событие произошло в 1033 году около селения Уркарах. Потеряв многих, аланы с русами потерпели поражение.

## Предыстория
Одни и те же события 1032 года «История Ширвана и Дербента» описываются в разных местах хроники по-разному. В части, касающейся истории правителей Ширвана, сообщается, что в 1032 году русы, аланы и сарирцы (аварцы) напали на Ширван и совершенно его разграбили, убив более 10 тыс. человек. По возвращении в свои места их почти полностью уничтожили на границе земель Дербента. В 1033 году аланы и русы вознамерившись отомстить начали новый поход, но уже на Дербент.

## О сражении
В 1032-1033 году в направлении Дербента и пограничных земель двинулся правитель Алании вместе с русами. Прежде всего они двинулись на Уркарах, где пребывал отряд мусульман во главе с Хусравом и главным раисом селения Аных Хайсамом ибн Маймуном, Уркарахцы с помощью газиев Дербента и Лакза сразились с наступавшими, нанесли поражение и многих перебили.
После чего «навсегда были прекращены притязания неверных на эти исламские центры».